# 거창 동호리 이씨고가
거창 동호리 이씨고가(居昌 東湖里 李氏古家)는 대한민국 경상남도 거창군 웅양면 동호리에 있는, 조선 순조 10년(1810) 이진악이 지은 집이다. 1985년 1월 23일 경상남도의 문화재자료 제122호로 지정되었다.

## 개요
조선 순조 10년(1810) 이진악이 지은 집으로 할아버지 이지유의 호를 따서 동호재(東湖齋)라 하였다. 건물은 대문간채, 사랑채, 중문간채, 안채, 곳간채, 마구간채 등으로 구성되어 있다.
안채는 앞면 5칸 반·옆면 2칸 규모이며, 구조는 부엌 1칸·안방 1칸·대청 2칸·건넌방 1칸·반 칸 폭의 마루로 이루어져 있다. 방과 대청 앞면으로 반 칸 폭의 개방된 툇마루가 놓여 있고, 뒤로는 반 칸 폭의 벽장과 툇마루가 붙어 있다.
사랑채는 앞면 3칸·뒷면 3칸 규모로 앞면 3칸은 개방된 마루를 두었고, 뒷면 3칸은 방을 들였다. 가운데 방을 앞면으로 약간 돌출시켜 앞면 마루가 가운데 1칸만 반 칸 폭 크기이다.
일정한 격식에 얽매이지 않고 실생활에 맞게 지은 집으로 남부지방 민가의 특징을 잘 나타내고 있다.

## 참고 문헌
- 거창 동호리 이씨고가 - 국가유산청 국가유산포털